# Ballungsraum Wien
Als Ballungsraum Wien wird die österreichische Hauptstadt Wien mit dem angrenzenden Umland bezeichnet, dem sogenannten engeren Verflechtungsraum. Die Einwohnerzahl beträgt gemäß der Eurostat-Definition von Großstadt-Metropolenregionen 2.971.752 (Stand: 2023); es handelt sich damit um die weitaus größte Agglomeration in Österreich, vor jenen um Linz (rund 823.514 Einwohner, Stand: 2023) und Graz (rund 660.238 Einwohner, Stand: 2023). Im Ballungsraum wohnt gut ein Drittel der Gesamtbevölkerung Österreichs.

## Lage und Entwicklung

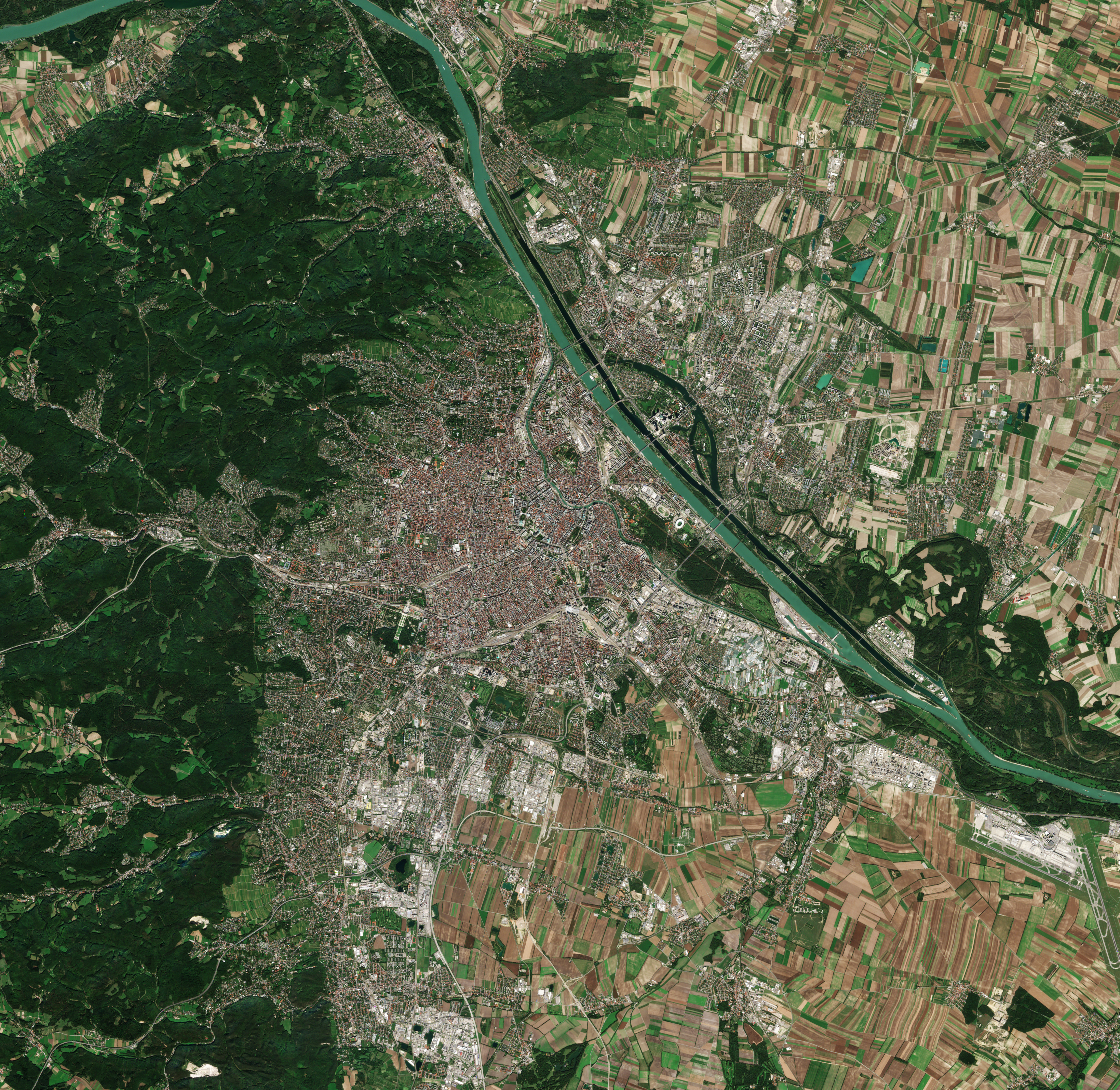
Satellitenaufnahme von Wien und Umgebung (2018)

Die Agglomeration Wien erstreckt sich über das Wiener Stadtgebiet hinaus zwischen dem Wienerwald im Westen, der Stadt Korneuburg im Norden und der Stadt Gänserndorf an der Nordbahn im Osten. Im Südosten reicht sie nur bis zur Wien unmittelbar benachbarten Stadt Schwechat, im Süden aber bis zum 50 km entfernten Wiener Neustadt, mit Wien lange Zeit durch den Wiener Neustädter Kanal verbunden. 
Die Entwicklung zu einem der bedeutendsten und größten Ballungsräume Mitteleuropas verdankt die Region unter anderem ihrer günstigen geografischen Lage im Zentrum des Kontinents. Von Nord- nach Südeuropa führende Handelswege kreuzten sich hier seit langer Zeit mit dem Verkehr auf der Donau als West-Ost-Verbindung. Landschaftlich gesehen liegt der Ballungsraum zwischen den nordöstlichen Ausläufern der Alpen im nordwestlichen Bereich des Wiener Beckens. Im 19. Jh. entstanden hier ein dichtes, sternförmig von Wien ausgehendes Eisenbahnnetz und zahlreiche Industrieanlagen. Die ebenfalls im 19. Jh. einsetzende Zuwanderung aus ganz Mitteleuropa, vor allem aus den ländlichen Regionen Böhmens, Mährens und Ungarns, erstreckte sich bald auch auf Siedlungen außerhalb der Stadtgrenzen Wiens, aber entlang der neuen Verkehrsachsen.
Seit der Besitz eines Automobils nicht mehr Reichen vorbehalten war, wirkte die von den sechziger Jahren des 20. Jh. an eintretende „Stadtflucht“ an der Verdichtung des Ballungsraums entscheidend mit. Die Nachfrage nach verkehrsgünstig, aber im Grünen gelegenen Baugründen für Einfamilienhäuser ließ zahlreiche Siedlungen neu entstehen oder stark anwachsen. Auch der öffentliche Nahverkehr wurde, beginnend mit der Eröffnung der S-Bahn Wien im Jahr 1962, stark ausgebaut (siehe: Verkehrsverbund Ost-Region, VOR).
Nachteilig wirkt sich gelegentlich aus, dass Wien und die niederösterreichischen Teile des Ballungsraums in verschiedenen Bundesländern liegen. Eine einheitliche Raumplanung für den ganzen Ballungsraum ist daher politisch oft nicht durchsetzbar. 
Seit dem Fall des Eisernen Vorhangs 1989 wachsen die Verkehrs- und wirtschaftlichen Beziehungen zu den nördlichen und östlichen Nachbarstaaten Österreichs wieder deutlich. Die zu Tschechien, der Slowakei, Ungarn und Österreich gehörigen Gebietskörperschaften des erweiterten Raumes um und mit Wien und Pressburg, der Hauptstadt der Slowakei, haben sich als Zentralraum Mitteleuropas zur Europaregion Centrope zusammengeschlossen. Auch mehrere andere Zentren bzw. Ballungsräume der im EU-Jargon Mittel- und Osteuropa genannten Staatengruppe befinden sich in relativ geringer Entfernung vom Ballungsraum Wien.
Seit 21. Dezember 2007, dem Tag der Ausdehnung des Schengen-Raums unter anderem auf Tschechien, die Slowakei und Ungarn, können die Staatsgrenzen Ostösterreichs erstmals seit November 1918 ohne Grenzkontrollen und an jeder beliebigen Stelle überquert werden.

## Infrastruktur

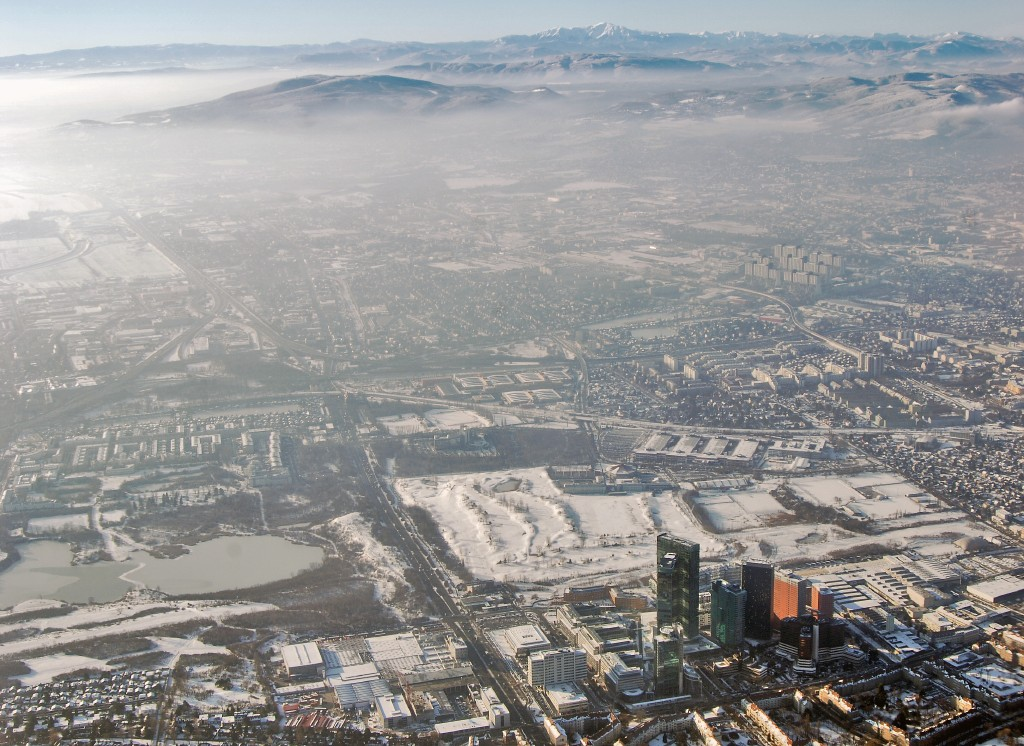
Blick zum Schneeberg

Der Ballungsraum Wien ist erschlossen durch: 
- die innerstädtischen Verkehrsmittel von Wien (U-Bahn-, Straßenbahn- und Autobuslinien), betrieben von den stadteigenen Wiener Linien;
- die Straßenbahn- und den Buslinien der Lokalbahn Wien–Baden
- Bahnlinien der ÖBB (im Uhrzeigersinn): Nordwestbahn, Nordbahn, Laaer Ostbahn, Marchegger Ast der Ostbahn, Pressburger Bahn, Ostbahn, Aspangbahn, Pottendorfer Linie, Südbahn, Westbahn, Franz-Josefs-Bahn, – alle mit dichtem S-Bahn- und Regionalzugverkehr, der in den Verkehrsverbund Ost-Region (VOR) eingebunden ist; der Fernverkehr wird sukzessive im neuen Wiener Hauptbahnhof gebündelt;
- Regionalbuslinien (ebenfalls im VOR);
- Autobahnen und Schnellstraßen: A1, A2, A3, A4, A5, A21, A22, A23, S1, S2;
- den Flughafen Wien-Schwechat;
- Schifffahrtslinien auf der Donau.